# Málaga CF
Málaga Club de Fútbol (wym. /ˈmalaɰa/) – hiszpański klub piłkarski, z siedzibą w mieście Malaga. Klub grał 33 sezonów w La Liga, 34 w Segunda División, 4 w Segunda División B i jedenaście w Tercera Division. Ponadto wygrał Puchar Intertoto w 2002 roku i zakwalifikował się do kolejnego sezonu w Pucharze UEFA, dostając się do ćwierćfinału. Mają również w dorobku zakwalifikowanie się do Ligi Mistrzów UEFA 2012/13, w którym byli w gronie ćwierćfinalistów. Od czerwca 2010, właścicielem klubu jest katarski inwestor Abd Allah ibn Nasir ibn Abd Allah al-Ahmed Al Sani.

## Historia
Klub założony został 25 maja 1948 roku, gdy klub Club Deportivo Málaga przejął juniorski klub CD Santo Tomás i przekształcił go w swoją rezerwową drużynę o nazwie Club Atlético Malagueño.
Gdy w 1992 roku CD Málaga został rozwiązany z powodu trudności finansowych, jego rezerwowy klub CA Malagueño nie zaprzestał swojej działalności. W sezonie 1992/93 CA Malagueño grał w 9 grupie IV ligi (Tercera División), gdzie spisał się znakomicie i awansował do III ligi (Segunda División B), z której jednak spadł w następnym sezonie. Tak jak poprzednio CD Málaga, klub ten popadł w tarapaty finansowe. Członkowie klubu w referendum z 19 grudnia 1993 roku podjęli decyzję o zmianie nazwy klubu na Málaga Club de Fútbol S.A.D. W sezonie 1998/1999 drużyna pod wodzą trenera Joaquína Peiró wywalczyła historyczny awans do Primera División. W 2002 roku Malaga dzięki 9. pozycji zakwalifikowała się do istniejącego wówczas Pucharu Intertoto. W sezonie 2007/08 występował w rozgrywkach hiszpańskiej Segunda División, do której awansował w sezonie 1997/98. W sezonie 2011/12 do klubu dołączyli: Martín Demichelis, Ruud van Nistelrooy, Nacho Monreal, Joris Mathijsen, Jérémy Toulalan, Joaquín, Isco, Santi Cazorla i bramkarz Carlos Kameni. Malaga zajęła 4. pozycję w lidze i po raz pierwszy w historii awansowała do Ligi Mistrzów. W sezonie 2012/13 zajmuje szóste miejsce w Primera División. Odpadła w ćwierćfinale Ligi Mistrzów w meczach Borussią Dortmund, które zakończyły się rezultatem 0:0 i 2:3. W lipcu 2013 do klubu dołączył polski piłkarz Bartłomiej Pawłowski.
Sezon 2017/18 był jednym z najgorszych w historii klubu z południa Hiszpanii. Drużyna zapewniła sobie spadek na pięć kolejek przed końcem. Ogólnie klub ten zakończył sezon na ostatnim miejscu z dorobkiem 20 punktów na koncie. Klubowi z Malagi nie pomogła nawet zmiana szkoleniowca. Zwolnionego Míchela zastąpił José Manuel González.

## Sukcesy
- Puchar Intertoto: 2002
- 4. miejsce Primera División: 2011/12
- Ćwierćfinał Ligi Mistrzów: 2012/13
- Ćwierćfinał Ligi Europy: 2002/03
- Półfinał Pucharu Króla: 1973

## Zawodnicy

### Obecny skład
Stan na 7 września 2024
| Nr | Poz. | Piłkarz         |
| -- | ---- | --------------- |
| 1  | BR   | Alfonso Herrero |
| 2  | OB   | Jokin Gabilondo |
| 3  | OB   | Carlos Puga     |
| 4  | OB   | Einar Galilea   |
| 5  | OB   | Álex Pastor     |
| 6  | PO   | Ramón           |
| 7  | PO   | Haitam          |
| 8  | PO   | Juanpe          |
| 9  | NA   | Roko Baturina   |
| 10 | PO   | David Larrubia  |
| 11 | PO   | Kevin           |
| 12 | PO   | Manu Molina     |
| 13 | BR   | Carlos López    |

| Nr | Poz. | Piłkarz       |
| -- | ---- | ------------- |
| 14 | OB   | Víctor García |
| 15 | OB   | Moussa Diarra |
| 16 | OB   | Diego Murillo |
| 17 | NA   | Dioni         |
| 18 | OB   | Dani Sánchez  |
| 19 | PO   | Luismi        |
| 20 | OB   | Nélson Monte  |
| 21 | PO   | Yanis Rahmani |
| 22 | PO   | Dani Lorenzo  |
| 23 | PO   | Luca Sangalli |
| 24 | PO   | Julen Lobete  |
| 25 | NA   | Sergio Castel |

## Prezesi Malagi
- 1994–1997 – Federico Beltrán
- 1997–2001 – Fernando Puche
- 2001–2006 – Serafín Roldán
- 2006–2010 – Fernando Sanz
- od 2010 – Abd Allah ibn Nasir ibn Abd Allah al-Ahmed Al Sani

## Europejskie puchary
Legenda do wszystkich tabel:
- Q – runda eliminacyjna, 1/16, 1/8, 1/4, 1/2 – odpowiednia faza rozgrywek, Grupa – runda grupowa, 1r gr – pierwsza runda grupowa, 2r gr – druga runda grupowa, F – finał, R – runda, PO – play-off
- k. – rzuty karne, los. – losowanie, Dogr. – dogrywka, w. – zasada bramek strzelonych na wyjeździe

| Sezon   | Rozgrywki        | Runda   | Przeciwnik        | Dom | Wyjazd | Ogólnie     |
| ------- | ---------------- | ------- | ----------------- | --- | ------ | ----------- |
| 2002    | Puchar Intertoto | 3R      | KAA Gent          | 3–0 | 1–1    | 4–1         |
| 2002    | Puchar Intertoto | 1/2     | Willem II         | 2–1 | 1–0    | 3–1         |
| 2002    | Puchar Intertoto | F       | Villarreal CF     | 1–1 | 1–0    | 2–1         |
| 2002/03 | Puchar UEFA      | 1R      | Željezničar       | 1–0 | 0–0    | 1–0         |
| 2002/03 | Puchar UEFA      | 2R      | Amica Wronki      | 2–1 | 2–1    | 4–2         |
| 2002/03 | Puchar UEFA      | 3R      | Leeds United      | 0–0 | 2–1    | 2–1         |
| 2002/03 | Puchar UEFA      | 1/8     | AEK Ateny         | 0–0 | 1–0    | 1–0         |
| 2002/03 | Puchar UEFA      | 1/4     | Boavista FC       | 1–0 | 0–1    | 1–1, k: 1–4 |
| 2012/13 | Liga Mistrzów    | PO      | Panathinaikos AO  | 2–0 | 0–0    | 2–0         |
| 2012/13 | Liga Mistrzów    | Grupa C | Zenit Petersburg  | 3–0 | 2–2    | 1. miejsce  |
| 2012/13 | Liga Mistrzów    | Grupa C | RSC Anderlecht    | 2–2 | 3–0    | 1. miejsce  |
| 2012/13 | Liga Mistrzów    | Grupa C | AC Milan          | 1–0 | 1–1    | 1. miejsce  |
| 2012/13 | Liga Mistrzów    | 1/8     | FC Porto          | 2–0 | 0–1    | 2–1         |
| 2012/13 | Liga Mistrzów    | 1/4     | Borussia Dortmund | 0–0 | 2–3    | 2–3         |